# 요한 필리프 가블러

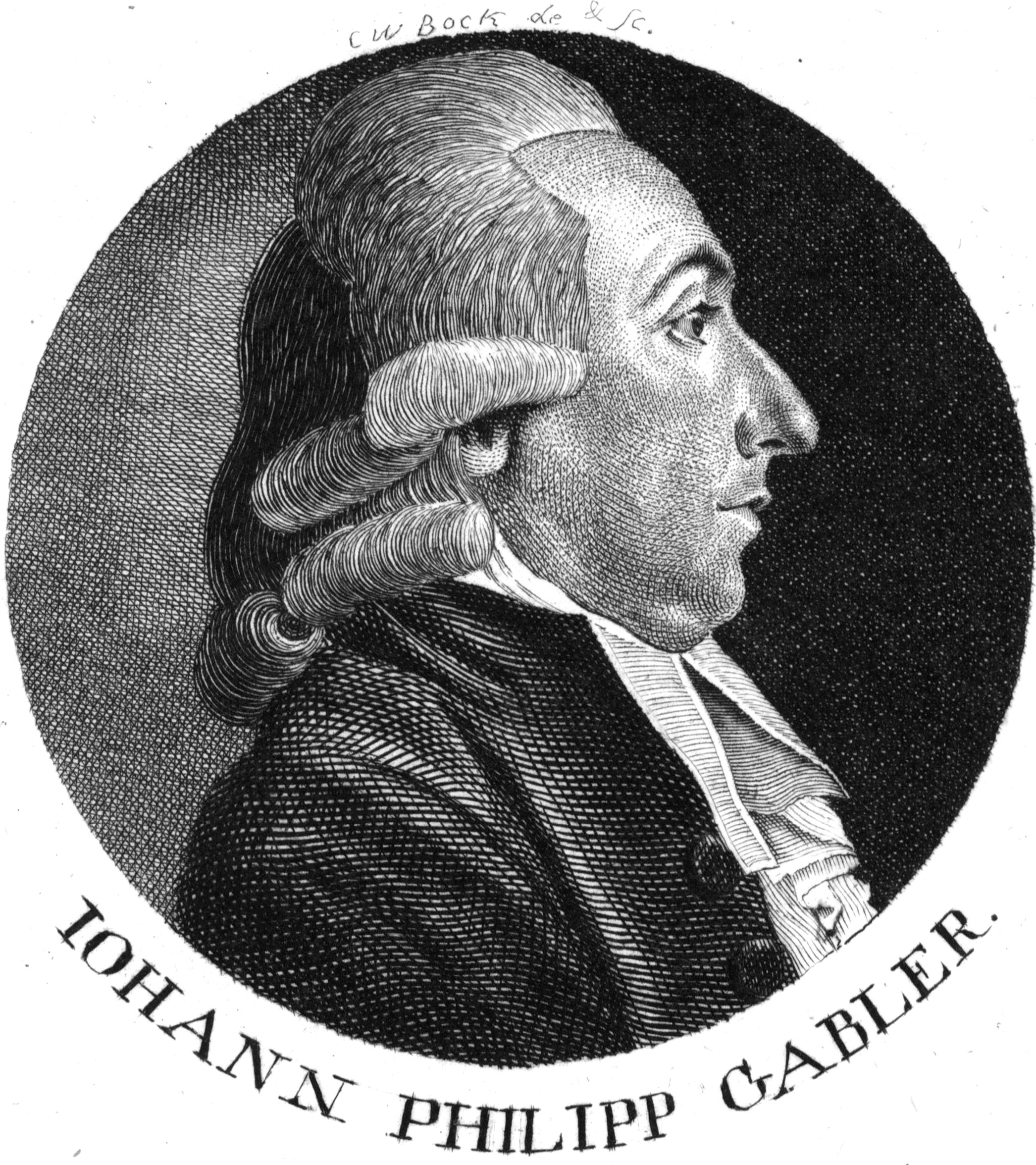
요한 필리프 가블러.

요한 필리프 가블러(독일어: Johann Philipp Gabler, 1753년~1826년)는 독일 요한 야콥 그리스바하와 요한 코트프리드 아이크혼 학교의 개신교 기독교 신학자이며 성경신학의 아버지였다. 게블러는 프랑크프루트 엠 메인에서 태어났다. 1772년 제나 대학교에 신학생으로 입학하였다.
게블러는 그가 1787년 알트도르프 대학 취임 강연에서 행한 《교의학과 성경신학의 정확한 구별 그리고 그것들의 목표를 위한 올바른 정의에 관하여》 라는 제목으로 인하여 현대 성경신학의 아버지라고 인정받았다. 게블러는 성경신학과 교의신학 사이의 날카로운 구별을 하였다. 그에게 있어서 성경신학이란 단순히 성경 저자가 텍스트를 대할 때 자신들의 믿음을 역사적인 관점에서 보는 것이었다. 성경신학은 순수하게 서술적이었고, 현대사상가들의 관점들로부터는 영향을 받지않았다. 반면에 교의학은 체계적으로 구조를 세우는 것으로 성경신학의 기초 위에 세워졌고, 선포되는 상황이나 혹은 시대에 적용되었다.

## 같이 보기
- 성서학
- 성경신학
- 게할더스 보스